# Quinto Márcio Bareia Sura
Quinto Márcio Bareia Sura foi um senador romano da gente Márcia no século I a.C. conhecido por ter sido avô do imperador Trajano.

## Vida
Sura era filho do cônsul sufecto Quinto Márcio Bareia Sorano, cônsul em 34, e irmão do cônsul sufecto Quinto Márcio Bareia Sorano. Casou-se com Antônia Furnila, com quem teve pelo menos duas filhas: Márcia Furnila, a última esposa do imperador Tito, e Márcia, que casou-se com o senador Marco Úlpio Trajano e mãe do imperador Trajano.